# Ispitirea Sfântului Toma (pictură de Velázquez)
Ispitirea Sfântului Toma este un tablou religios realizat în 1632 de pictorul baroc spaniol Diego Velázquez. Lucrarea îl înfățișează pe Sfântul Toma într-un moment de reflecție sau ispitire spirituală, într-un stil caracteristic realismului profund promovat de Velázquez. Pictura este executată în ulei pe pânză și se remarcă prin contrastul clar-obscur și expresivitatea figurilor. În prezent, tabloul se află în Muzeul de Artă Sacră din     Catedrala Orihuela, situată în sudul Spaniei.
Pentru o perioadă opera i-a fost atribuită pictorului din regiunea Murcia Nicolás de Villacis, până când a fost recunoscută ca fiind a lui Velázquez în anii 1920. Pictura înfățișează episodul din viața sfântului Toma de Aquino când, novice fiind, a rezistat tentației reprezentate de o prostituată, care este vizibilă la ușa din fundal. Sfântul este ținut de un înger, în timp ce altul se pregătește să-l îmbrace cu o panglică albă, reprezentând castitatea.
Ispitirea Sfântului Toma este una dintre picturile cele mai cunoscute ale lui Velázquez.